# Submarine Super 99
Submarine Super 99 est une série de dessins animés basée sur un des premiers mangas de Leiji Matsumoto. Elle a été produite en 2003 par le studio Vega Entertainment.
L'histoire débute alors que des naufrages se produisent fréquemment autour des fosses sous-marines. Une mystérieuse nation qui se fait appeler l'Empire de l'Océan qui semble en être à l'origine, revendique la possession des ressources sous-marines. L'océanologue Oki est envoyé avec son petit-fils Goro en exploration à bord d'un bathyscaphe, afin d'en apprendre plus. Mais il disparaît au cours de la mission. Susumu, l'autre petit-fils du professeur, découvre alors que son grand-père travaillait sur la construction d'un sous-marin ultra-sophistiqué fonctionnant grâce à une énergie propre, appelée énergie "L". À bord de ce sous-marin révolutionnaire, Susumu va tenter de retrouver son grand-père et son frère...
La série est composée de 13 épisodes de 24 minutes.

## Liste des épisodes
1. Le bathyscaphe a disparu !
2. Le super sous-marin appareille !
3. Duel à 12 000 mètres !
4. Un raid réussi !
5. Le défi du jeune guerrier !
6. Les mains en l'air !
7. Le traquenard !
8. Le couronnement de l'Empereur !
9. La décision d'un illustre Amiral !
10. Destruction de l'Empire !
11. Adieu, illustre amiral !
12. Le combat final !
13. Vers un nouvel océan !